# Беднаже (Малопольское воеводство)
Бедна́же (пол. Bednarze) — село в Польше в сельской гмине Чернихув Краковского повета Малопольского воеводства.
Село располагается в 7 км от административного центра гмины села Чернихув и в 19 км от административного центра воеводства города Краков.
В 1975—1998 годах село входило в состав Краковского воеводства.